# 乌克兰第80空降突击旅
第80空降突击旅（烏克蘭語：80-та окрема десантно-штурмова бригада，部队代号：A0284) 是乌克兰空降突击军下轄的一個部隊。该部隊的前身是成立于1955年的苏联空降兵第7近卫空降师第80空降团。1959年，该团又隸屬於近卫空降师第104师。該團曾參與1956年的旋风行动和1968年的多瑙河行动。1979年，该团解散，並编入苏军第39、40独立空中突击旅。第39独立空中突击旅於1990年改組為第224训练中心。苏联解体後第224训练中心被乌克兰接管，并于1995年改制為第6独立空中机动旅。1999年，该部隊改組為第13军第80空中机动团。 2013年，該团升級為旅。该旅後來参加了顿巴斯战争，并于2015年更名為第80空降突击旅。
2022年俄羅斯入侵烏克蘭後，該部隊在沃茲涅先斯克附近作战。2022年9月，該部隊前往库皮扬斯克郊区作戰。 2023年2月，该部隊又参加了巴赫穆特戰役。 